# Meksički krokodil
Meksički krokodil (lat. Crocodylus moreletii) je vrsta gmaza iz reda krokodila. Ovaj krokodil prisutan je u Belizeu, Meksiku i Gvatemali. Živi u slatkovodnim područjima.

## Opis
Malen je u odnosu na veličinu nekih drugih krokodila. Mužjaci narastu veći od ženki, dakle izražen je spolni dimorfizam. Može premašiti veličinu od oko 3 metra do 4,3 metra. Po izgledu sličan je američkom i kubanskom krokodilu. 
Ima dosta široku njušku, s 66 do 68 zubi, kada potpuno sazrije. Zubi su mu u obe čeljusti savršeno usklađene. Četvrti zub na donjoj čeljusti vidljiv je i kada su mu usta zatvorena, jer je malo veći od ostatka njegovih zubi. 
Nosnice se nalaze ispred njuške, zatim odmah iza njih su oči, popraćene ušima, te se svo troje nalaze na vrhu glave. Kada je gotovo cijel ispod vode, opet ima sposobnost mirisati, čuti i vidjeti svoju okolinu. Zahvaljujući žmirkajuoj membrani, može vidjeti pod vodom. To je jasan očni kapak, koji oku omogućuje zaštitu i dobar vid. 
Koža mu je tamno sivo-smeđe boje. Postoje tamna mjesta po tijelu i repu. Sličan je ostalim krokodilima, posebno američkom krokodilu, ali je ipak tamniji od njega. Mladunci su blijedo-žute boje s tamnim mrljama. Ovom krokodilu noge su kratke, tako da je u neposrednoj blizini na tlu. Dosta je brz trkač zbog svojih snažnih mišića.

## Ishrana
Mesožder je. Kada hvata svoj plijen, mora ga ubiti prije nego što ga pojede. Većinu svog plijena hvata tako što ga uhvati mišićnim čeljustima, pa vrati natrag plijen u vodu da se utopi. Najznačajniji dio ishrane mladunaca čine ribe i kukci. Odrasli krokodili hrane se malim sisavcima (to uključuje čak i odomaćene životinje, kao što su pas i mačka), pticama, pa čak i drugim gmazovima. Primijećeno je i kanibalističko ponašanje, a dogodi se i da pojedu svoje mladunce.

## Razmnožavanje
Sezona parenja traje od travnja do lipnja. Gradi gnijezdo u obliku nasipa, široko 3 metra i 1 metar visoko, te se može naći i u blizini vode, te na plutajućoj vegetaciji. Ženka polaže između 20 i 45 jaja, a u gnijezdima su nađena jaja i od više ženki. Inkubacija traje oko 80 dana, a mladunci su dugi 17 centimetara. Nakon izlijeganja, ženka nosi mlade u vodu, gdje su zaštićeni od strane oba roditelja, koji ih kasnije ostavljaju da se brinu sami za sebe.